# Alucinação (álbum de Belchior)
Alucinação é o segundo álbum de estúdio do cantor e compositor brasileiro Belchior, lançado em 1976 pela gravadora PolyGram, através do selo Philips (atual Universal Music). Conta com sucessos que consagraram o cantor, como "Apenas um Rapaz Latino-Americano", "Como Nossos Pais" e "Velha Roupa Colorida". Graças a esses hits, o álbum vendeu trinta mil cópias em apenas um mês. No total, o álbum vendeu mais de quinhentos mil cópias, consagrando-o como um ídolo de massa.
Em 1977, em entrevista à revista Pop, Belchior explicou o título "Alucinação", dado ao disco: "Viver é mais importante que pensar sobre a vida. É uma forma de delírio absoluto, entende?".
A capa do disco é uma foto do cantor pelo fotógrafo Januário Garcia, tirada em um ângulo que segundo o profissional, não tem motivo específico. Os efeitos de cores e luzes foram obtidos por meio da técnica da solarização.

## Recepção

### Fortuna crítica
| Críticas profissionais  | Críticas profissionais |
| Avaliações da crítica   | Avaliações da crítica  |
| Fonte                   | Avaliação              |
| ----------------------- | ---------------------- |
| Folha de S.Paulo (1976) | Favorável              |
| O Globo (1976)          | Favorável              |
| O Globo (1976)          | [ 7 ]                  |

Renato de Moraes, escrevendo para a Folha de S.Paulo, elogia o disco de Belchior pela sua novidade: sem a influência da poesia concretista em suas letras, o disco do cantor cearense impressiona mais por suas extensas letras narrativas, ao estilo de Bob Dylan. Também é elogiada a sólida base sonora do álbum, que se divide entre o blues, o country, o baião e o rock. Sérgio Cabral critica a fixação de Belchior pelo novo, dizendo que tudo em seu disco - o seu anarquismo, as suas contradições e as suas referências a maio de 1968 - é velho. Termina dizendo que considera o álbum um "desperdício de talento". Nelson Motta, escrevendo para o mesmo Globo de Cabral, não concorda com o seu colega e elogia o trabalho de Belchior exatamente pela sua exploração dos sentidos de "novo", como também pela produção de Marco Mazzola e pela performance dos músicos.

## Legado
Josely Teixeira Carlos, radialista, professora e pesquisadora da Universidade de São Paulo, diz que "esse disco resume o sentimento de toda uma geração brasileira, interiorana no meio da cidade grande".
O jornal O Globo reafirma o pensamento de que o álbum seria revolucionário dentro da MPB ao explicar que "esta obra-prima do cantor e compositor contém canções que exprimiam a urgência do jovem brasileiro entre a violência do estado e o fim dos sonhos de liberdade".
Segundo o Correio 24 Horas, "o disco tornou-se um clássico instantâneo que atravessou gerações. Em dez faixas, o cearense relata suas angústias frente à cidade grande e o ocaso do sonho hippie, com ironia e um pouco de amargura".
É por conta disso que, conforme a revista Veja, "na trajetória do cantor, Alucinação é o disco fundamental. Considerado um dos maiores álbuns da música brasileira, é envolvido em desencanto, sentimento traduzido em 'Como Nossos Pais', que alcançou projeção ainda maior na voz de Elis Regina".

## Faixas
Todas as faixas escritas e compostas por Belchior. 
| Lado A |                                    |         |  |
| N.º    | Título                             | Duração |  |
| 1.     | "Apenas um Rapaz Latino-Americano" | 4:17    |  |
| 2.     | "Velha Roupa Colorida"             | 4:49    |  |
| 3.     | "Como Nossos Pais"                 | 4:41    |  |
| 4.     | "Sujeito de Sorte"                 | 3:56    |  |
| 5.     | "Como o Diabo Gosta"               | 2:33    |  |

| Lado B         |                    |         |  |
| N.º            | Título             | Duração |  |
| 1.             | "Alucinação"       | 4:52    |  |
| 2.             | "Não Leve Flores"  | 4:11    |  |
| 3.             | "A Palo Seco"      | 2:56    |  |
| 4.             | "Fotografia 3 X 4" | 5:27    |  |
| 5.             | "Antes do Fim"     | 0:59    |  |
| Duração total: | Duração total:     | 37:25   |  |

## Créditos

### Ficha técnica
- Produzido por: Marco Mazzola
- Técnico de gravação: Ary Carvalhaes
- Auxiliar de gravação: Paulo Sérgio (Chocô)
- Auxiliar de estúdio: Rafael Azulay
- Técnico de mixagem: Mazzola
- Montagem: Jairo Gualberto
- Corte: Joaquim Figueira
- Direção de arte: Aldo Luiz
- Layout e arte final: Nilo de Paula
- Fotos: Januário Garcia

### Músicos participantes
- Vocais: Belchior, Evinha, Maritza e Regina
- Violão: Belchior e Antenor Gandra
- Guitarra elétrica: Antenor Gandra
- Viola caipira: Antenor Gandra, Rick Ferreira (faixa 10) e Lui (faixa 5)
- Pedal steel: Rick Ferreira (faixa 7)
- Piano, órgão, sintetizador, ARP String Ensemble e arranjos: José Roberto Bertrami
- Harmônica: Lui (faixas 1 e 10)
- Acordeão: Orlando Silveira (faixa 7)
- Baixo: Paulo César Barros
- Percussão: Ariovaldo Contesini
- Bateria: Pedrinho Batera